# Vésigneul-sur-Marne
Vésigneul-sur-Marne ist eine französische Gemeinde mit 236 Einwohnern (Stand: 1. Januar 2022) im Département Marne in der Region Grand Est (vor 2016 Champagne-Ardenne). Sie gehört zum Arrondissement Châlons-en-Champagne und zum Kanton Châlons-en-Champagne-3.

## Geographie
Vésigneul-sur-Marne liegt etwa zwölf Kilometer südsüdöstlich von Châlons-en-Champagne am Fluss Moivre und am Marne-Seitenkanal, die hier in einer Entfernung von etwa zwei Kilometern parallel zur Marne verlaufen. Nachbargemeinden sind Saint-Germain-la-Ville im Norden und Westen, Marson im Nordosten, Pogny im Osten und Südosten sowie Togny-aux-Bœufs im Süden und Südwesten.
Durch die Gemeinde führt die Route nationale 44.

## Bevölkerungsentwicklung
| Jahr                       | 1962 | 1968 | 1975 | 1982 | 1990 | 1999 | 2006 | 2011 | 2018 |
| -------------------------- | ---- | ---- | ---- | ---- | ---- | ---- | ---- | ---- | ---- |
| Einwohner                  | 133  | 120  | 134  | 146  | 176  | 216  | 265  | 263  | 234  |
| Quellen: Cassini und INSEE |      |      |      |      |      |      |      |      |      |

## Sehenswürdigkeiten

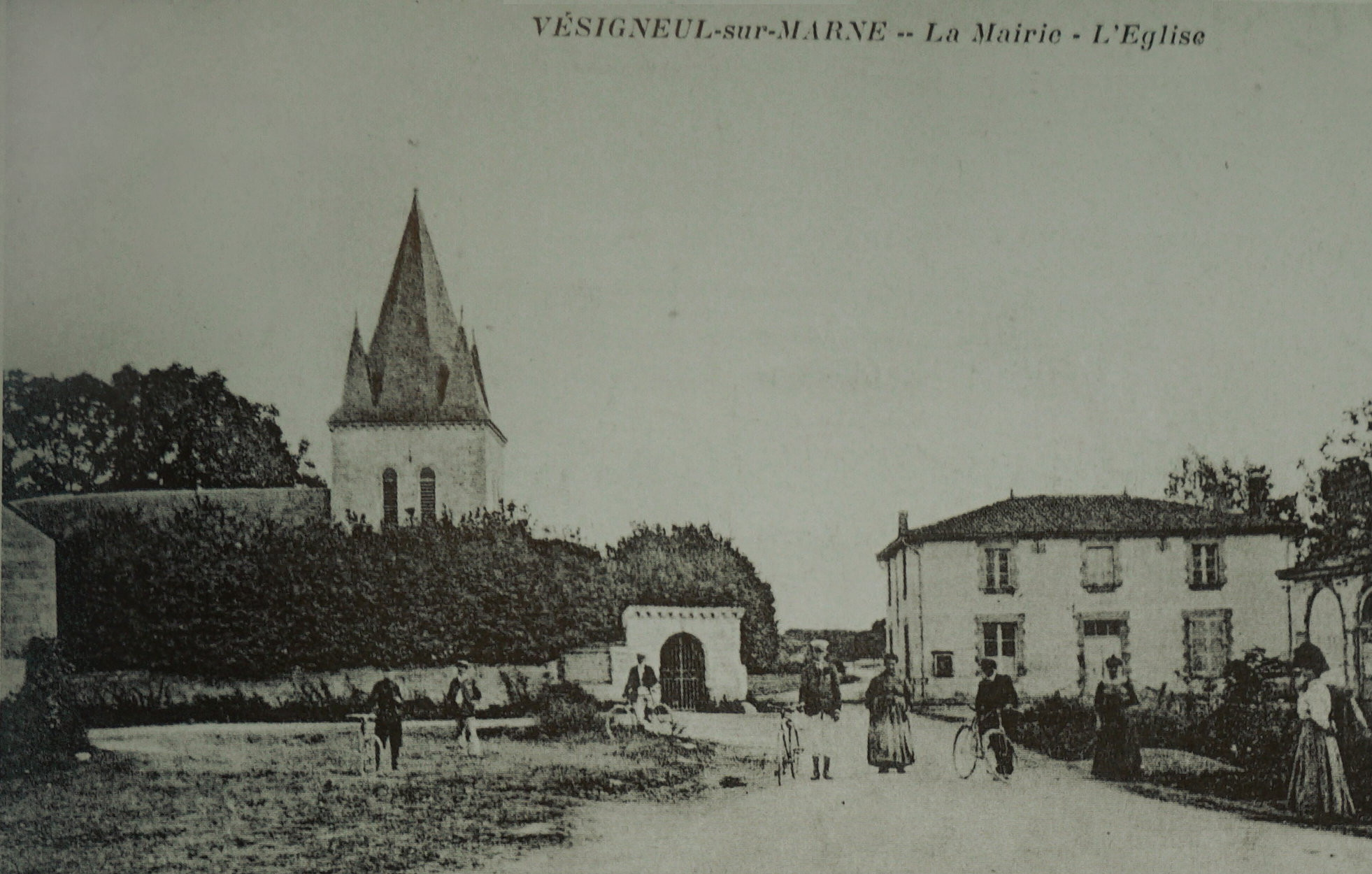
Mairie und Kirche 1907

- Kirche Saint-Nicolas